# Eschenbacher Weihergebiet
Das Eschenbacher Weihergebiet ist ein Naturschutzgebiet im Landkreis Neustadt an der Waldnaab in Bayern. Es liegt nordwestlich der Kernstadt Eschenbach in der Oberpfalz und nordöstlich von Penzenreuth, einem Ortsteil von Kirchenthumbach. Es umfasst den Fußweiher, Schwarzweiher, Böllerweiher, Stockweiher, Kulmbergweiher, Straßweiher und Häuselweiher.

## Bedeutung
Das 101,97 ha große Gebiet ist seit 2003 als Naturschutzgebiet ausgewiesen. 